# 察郎马先蒿
察郎马先蒿（学名：Pedicularis tsarungensis）为列当科马先蒿属的植物，为中国的特有植物。分布于中国大陆的西藏等地，生长于海拔4,000米的地区，常生于高山草地中，目前尚未由人工引种栽培。